# Пам'ятки Дебальцевого
У місті Дебальцеве Донецької області на обліку перебуває 23 пам'ятки історії.

## Пам'ятки історії
| № пп | Охорон. номер | Найменування пам'ятки                                                                        | Місцезнаходження пам'ятки                                         | Рік встановлення     | Автор                                                | Рішення             |
| ---- | ------------- | -------------------------------------------------------------------------------------------- | ----------------------------------------------------------------- | -------------------- | ---------------------------------------------------- | ------------------- |
| 1    | 206           | Братська могила борців за Радянську владу.                                                   | Вул. Заводська, 3.                                                | 1951 р. рек. 1977 р. | —                                                    | 17.12.1969 р. № 724 |
| 2    | 214           | Пам'ятник Ільїну М. Я. Герою Радянського Союзу.                                              | Вул. Космонавтів, 10.                                             | 1971 р.              | Автор пам'ятника: Казанська Л.П                      | 17.12.1969 р. № 724 |
| 3    | 208           | Монумент «Вічної слави». Братська могила радянських воїнів.                                  | Пл. ім. Леніна.                                                   | 1967 р.              | Скульптор: Баранов М. А.                             | 17.12.1969 р. № 724 |
| 4    | 211           | Меморіал «Пагорб бойової слави».                                                             | Вул. Луганська, 1.                                                | 1968 р.              | Автор проекту: Єньков А.М                            | 5.10.1973 р. № 475  |
| 5    | 205           | Пам'ятний знак на честь Ільїна М. Я., Героя Радянського Союзу.                               | Вул. Мокієвської, 83.                                             | 1967 р.              | —                                                    | 5.10.1973 р. № 475  |
| 6    | 210           | Братська могила радянських воїнів Південного фронту.                                         | Вул. Островського, цвинтар цивільний.                             | 1966 р.              | —                                                    | 5.10.1973 р. № 475  |
| 7    | 203           | Місце страти Коняєва М. М., командира Червоної Гвардії.                                      | Вул. Привокзальна, 24.                                            | 1966 р.              | —                                                    | 17.12.1969 р. № 724 |
| 8    | 202           | Пам'ятне місце відправлення робітничих дружин на підтримку Горлівського збройного повстання. | Вул. Привокзальна, 24.                                            | 1966 р.              | —                                                    | 17.12.1969 р. № 724 |
| 9    | 213           | Пам'ятник Мельникову А. В, Герою Радянського Союзу.                                          | Вул. Радянська, 91.                                               | 1971 р.              | Автор пам'ятника: Казанська Л. П.                    | 17.12.1969 р. № 724 |
| 10   | 207           | Пам'ятник Мокієвській Л. Г., командиру бронепоїзда «За владу Рад».                           | Вул. Радянська.                                                   | 1967 р.              | Автор проекту: ЄньковА. М., інженер заводу.          | 17.12.1969 р. № 724 |
| 11   | 2181          | Пам'ятник на честь воїнів 71-ї бригади військ НКВС і 95-го погранполку.                      | Вул. 50-річчя Жовтня, біля будинку управління ДС-сортувальна.     | 1985 р.              | Скульптор: Балдін Ю. І. Архітектор: Гебрашвілі М. Т. | 22.07.1987 р. № 338 |
| 12   | 2970          | Могила воїна-афганця рядового Бистрова О. А.                                                 | Центральний міський цвинтар, ряд 4, мог. 1.                       | 1990 р.              | —                                                    | 14.07.1993 р. № 419 |
| 13   | 43            | Могила воїна-афганця рядового Гмирі С. М.                                                    | Центральний міський цвинтар, ряд 7, мог. 10.                      | 1983 р.              | —                                                    | 14.07.1993 р. № 419 |
| 14   | 72            | Могила воїна-афганця рядового Коваленка А. В.                                                | Центральний міський цвинтар, ряд 10, мог. 4.                      | 1981 р.              | —                                                    | 14.07.1993 р. № 419 |
| 15   | 2971          | Могила воїна-афганця Колеснікова І. В.                                                       | Центральний міський цвинтар.                                      | 1988 р.              | —                                                    | 14.07.1993 р. № 419 |
| 16   | 220           | Могила воїна-афганця рядового Лисенка В. В.                                                  | Центральний міський цвинтар, ряд 4, мог. 3.                       | 1985 р.              | —                                                    | 14.07.1993 р. № 419 |
| 17   | 70            | Могила воїна-афганця рядового Максимова В Й.                                                 | С-ще 8 Березня, цвинтар, ряд 1, мог. 1.                           | 1983 р.              | —                                                    | 14.07.1993 р. № 419 |
| 18   | 65            | Могила воїна-афганця Ткаченка В. І.                                                          | С-ще Жовтневе, цвинтар, ряд 2, мог. 10.                           | 1987 р.              | —                                                    | 14.07.1993 р. № 419 |
| 19   | 209           | Братська могила радянських воїнів Південного фронту та мирних мешканців.                     | Миронівська сел./р, смт Миронівський, вул. Леніна, 137.           | 1966 р. рек. 1983 р. | —                                                    | 17.12.1969 р. № 724 |
| 20   | 84            | Пам'ятник воїнам-землякам.                                                                   | Світлодарська сел./р, смт Світлодарське, пр. Перемоги, 81.        | 1985 р.              | —                                                    | 21.06.2000 р. № 376 |
| 21   | 212           |                                                                                              | Світлодарська сел./р, смт Світлодарське, цвинтар, ряд 4, мог. 15. | 1984 р.              | —                                                    | 14.07.1993 р. № 419 |
| 22   | 187           | Пам'ятний знак воїнам-інтернаціоналістам.                                                    | Вул. Радянська,75                                                 |                      |                                                      | Постанова           |
| 23.  | 201           | Пам'ятний знак на честь організації бойової дружини.                                         | Вул. Мокієвської, 3.                                              | 1967 р.              |                                                      | 17.12.1969 р. № 724 |
|      |               |                                                                                              |                                                                   |                      |                                                      |                     |